# 堀内朗久
堀内 朗久（ほりうち あきひさ、1960年6月6日 - ）は、日本の実業家。創業者以外では初となる生え抜きの米久株式会社代表取締役社長を務める。

## 人物・経歴
静岡県出身。1979年静岡県立静岡農業高等学校卒業後、米久に入社し、営業として西日本や中京圏のスーパーマーケットを回り販路拡大にあたった。2002年デリカ事業部長。2015年取締役常務執行役員に昇格。2017年取締役専務執行役員。この間、あみやき亭補欠監査役も務めた。2018年から創業者以外としては初となる生え抜き社長として第7代米久代表取締役社長を務め、顧客ごとのプロジェクトチームの編成などにより総菜営業の強化を進めたほか、訪日外国人旅行客需要の取り込みなどにあたった。2019年には明治ケンコーハムを買収し米久ケンコーハムとした。